# Palazzo Barbera

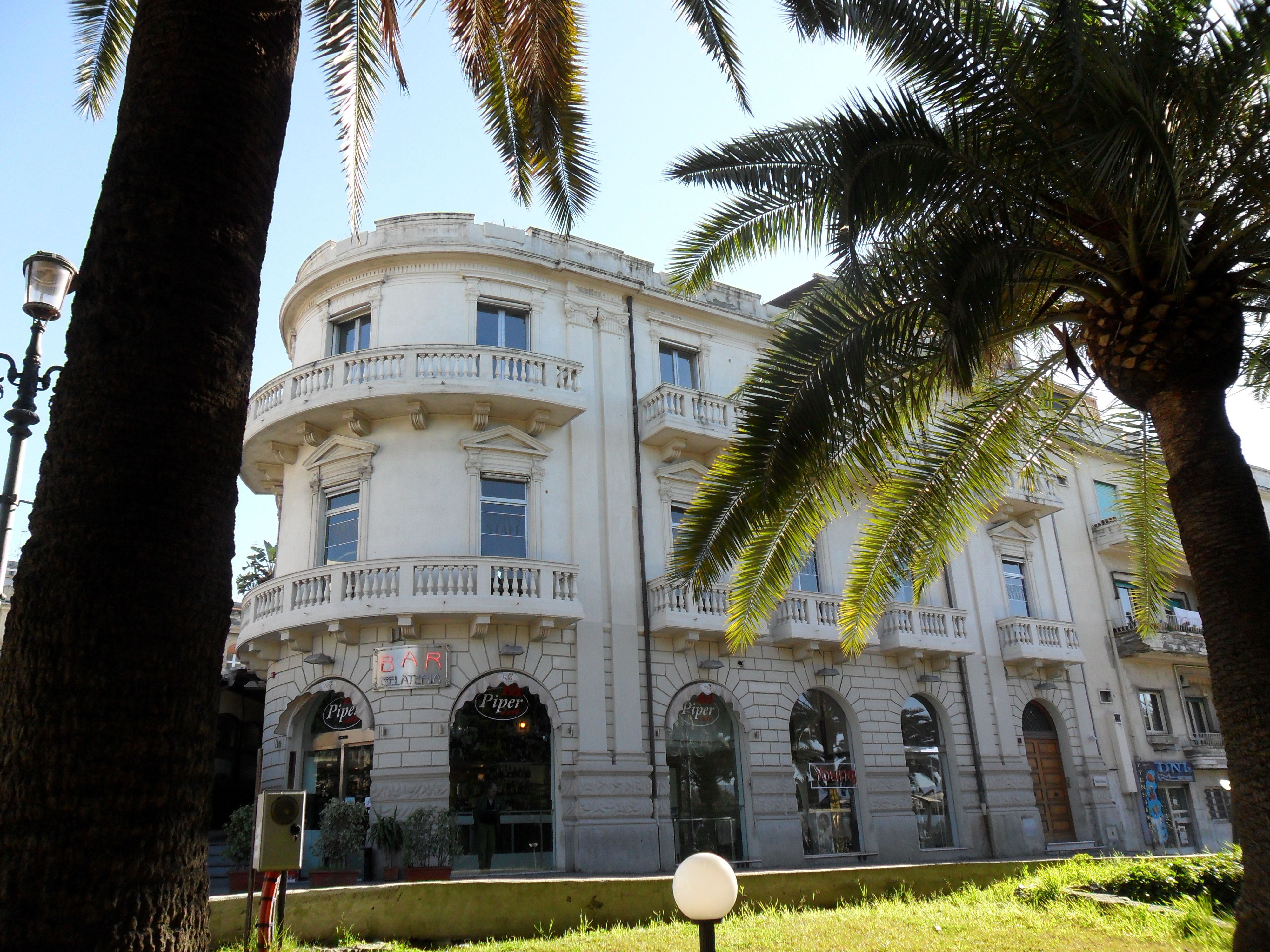
Palazzo Barbera in Reggio Calabria

Der Palazzo Barbera (oder Casa Barbera) ist ein neoklassizistischer Palast aus den 1920er-Jahren im historischen Zentrum von Reggio Calabria in der italienischen Region Kalabrien. Er liegt an der Lungomare Falcomatà auf dem alten Grundstück Nr. 169, an der Ecke zwischen dem Corso Vittorio Emanuele III und dem heutigen Largo Cristoforo Colombo, gegenüber der Viale Genoese Zerbi.

## Geschichte
Das Projekt, das der Bauingenieur Antonio Marino 1924 auflegte, wurde überarbeitet und der Lokalbaukommission im Januar 1926 von Bauingenieur Domenico Corigliano wegen den Grenzänderungen, der internen Aufteilung und der Neufestlegung der Fassaden vorgelegt.

## Beschreibung
Anfangs hatte das Bauwerk zwei oberirdische Stockwerke und ein Kellergeschoss, wurde aber in den 1960er Jahren aufgestockt. Das Erdgeschoss beherbergt Ladengeschäfte, die oberen Stockwerke private Wohnungen. Eine Ecke ist gerundet ausgeführt; seine Fassaden zeigen eine imposante Architektur.
Die Fassade zur Lungomare Falcomatà hin hebt den Mittelbau hervor; in der Mitte zweier Säulenpaare mit hohem Fundament in ionischem Stil, wie er im 16. Jahrhundert angewandt wurde, erscheinen im oberen Stockwerk drei Fensteröffnungen mit halbkreisförmigen Bögen mit verlängertem Schlussstein, umgeben von Bossenwerk in grobem Mauerwerk mit glatten Fugen.
Im ersten Obergeschoss gibt es entsprechend den drei Öffnungen im Erdgeschoss: Drei Balkone mit Balustern aus Beton, die Öffnungen mit abgeplatteten Bögen und die Konsolen, die die Rahmen und die Gesimse und Giebel tragen, auf der gesamten Länge der Fassade ein Fries mit Rillen und schließlich eine verzierte Brüstung.
Die anderen beiden Teile der Fassade stechen hervor, das erste wegen des großen Eingangstores im Erdgeschoss und eines Fensters im Obergeschoss, das andere durch seine gerundete Gebäudeecke, an der sich, wie zuvor, der Rhythmus der Fensteröffnungen in den beiden Stockwerken wiederholt, mit Ausnahme der Balustrade, die die drei Balkone verbindet, die zur Viale Genoese Zerbi zeigen.